# Peripatagus
Peripatagus is een geslacht van zee-egels uit de familie Paleopneustidae.

## Soorten
- Peripatagus cinctus Koehler, 1895